# Stenmyrtjärnen (Töre socken, Norrbotten)
Stenmyrtjärnen är en sjö i Kalix kommun i Norrbotten och ingår i Kalixälvens huvudavrinningsområde.